# Liste der Biografien/Sag
Liste der Biografien |
Portal Biografien |
Personensuche
# |
A |
B |
C |
D |
E |
F |
G |
H |
I |
J |
K |
L |
M |
N |
O |
P |
Q |
R |
S |
T |
U |
V |
W |
X |
Y |
Z |
?
 
Sa |
Sb |
Sc |
Sd |
Se |
Sf |
Sg |
Sh |
Si |
Sj |
Sk |
Sl |
Sm |
Sn |
So |
Sp |
Sq |
Sr |
Ss |
St |
Su |
Sv |
Sw |
Sy |
Sz
 
Saa |
Sab |
Sac |
Sad |
Sae |
Saf |
Sag |
Sah |
Sai |
Saj |
Sak |
Sal |
Sam |
San |
Sao |
Sap |
Saq |
Sar |
Sas |
Sat |
Sau |
Sav |
Saw |
Sax |
Say |
Saz
Die Liste der Biografien führt alle Personen auf, die in der deutschsprachigen Wikipedia einen Artikel haben. Dieses ist eine Teilliste mit 315 Einträgen von Personen, deren Namen mit den Buchstaben „Sag“ beginnt.

## Sag
- Sağ, Arif (* 1945), türkischer Sänger und Politiker
- Sag, Ivan (1949–2013), US-amerikanischer Linguist
- Sağ, Yusuf (* 1935), türkischer Geistlicher und Patriarchalvikar in der Türkei

### Saga
- Saga (786–842), 52. Tennō von Japan (809–823)
- Saga (* 1975), schwedische Rechtsrock-Sängerin
- Saga Garðarsdóttir (* 1987), isländische Schauspielerin und Stand-up-Comedian
- Saga Hiro (1914–1987), chinesische Frau des Thronfolgers von MandschukuoSaga Hiro (1914–1987)

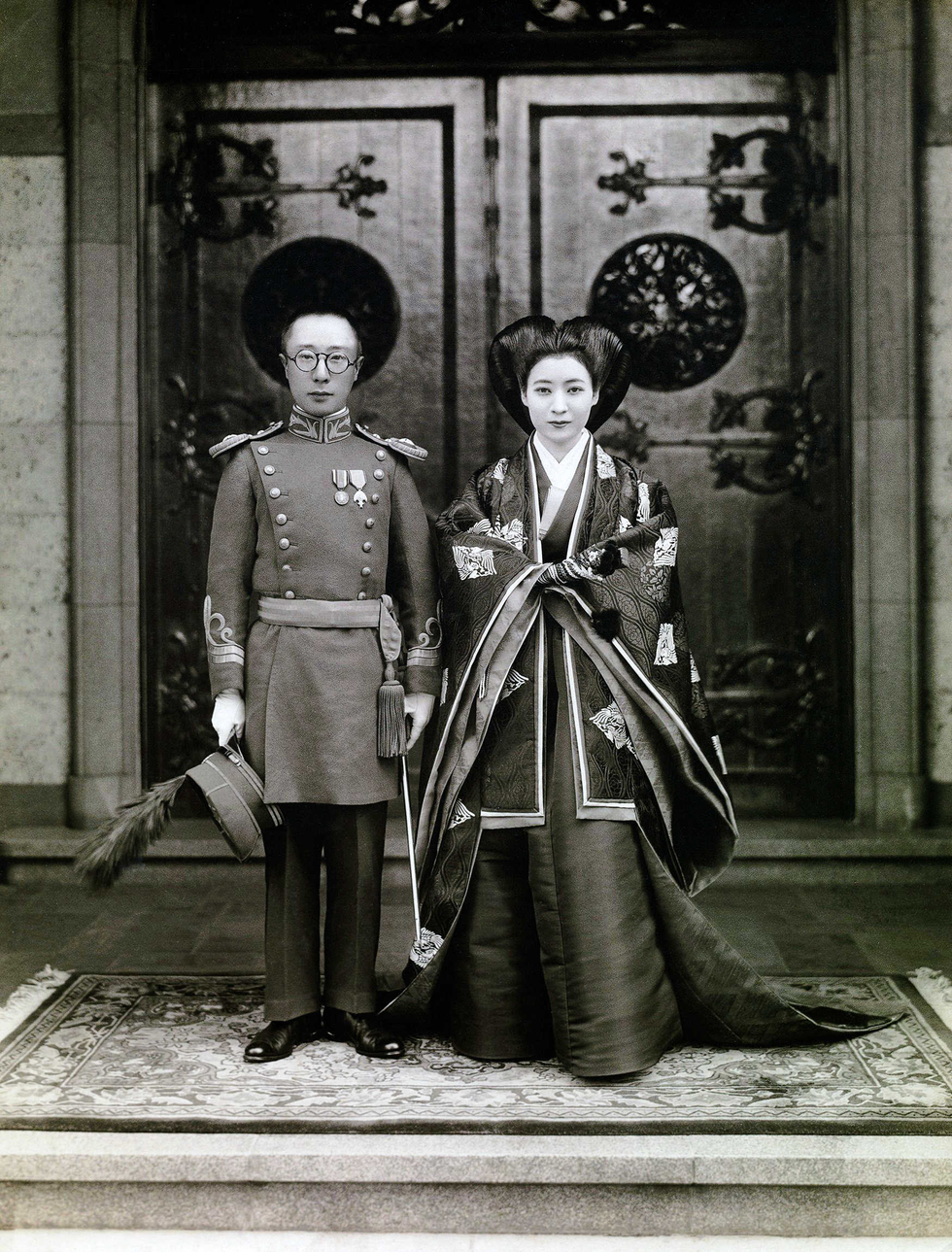
Saga Hiro (1914–1987)

- Saga, Brigida (* 2000), indische Schauspielerin
- Saga, Ippei (* 1980), japanischer Fußballspieler
- Saga, Jun’ichi (* 1941), japanischer Autor
- Saga, Kōki (* 1983), japanischer Automobilrennfahrer
- Saga, Oddvar (1934–2000), norwegischer Skispringer
- Saga, Riku (* 1998), japanischer Fußballspieler
- Sagadejew, Anton (* 1993), kasachischer Eishockeyspieler
- Sagadin, Maruša (* 1978), slowenisch-österreichische bildende Künstlerin
- Sagaf, Chamsia (* 1955), komorische Sängerin
- Sagaipowa, Makka Umarowna (* 1987), tschetschenische Sängerin und Lowsar-Tänzerin
- Sagaischek, Franz (1905–1974), österreichischer Politiker
- Sagal, Ángelo (* 1993), chilenischer Fußballspieler
- Sagal, Boris (1923–1981), US-amerikanischer Regisseur
- Sagal, Katey (* 1954), US-amerikanische SchauspielerinKatey Sagal (* 1954)

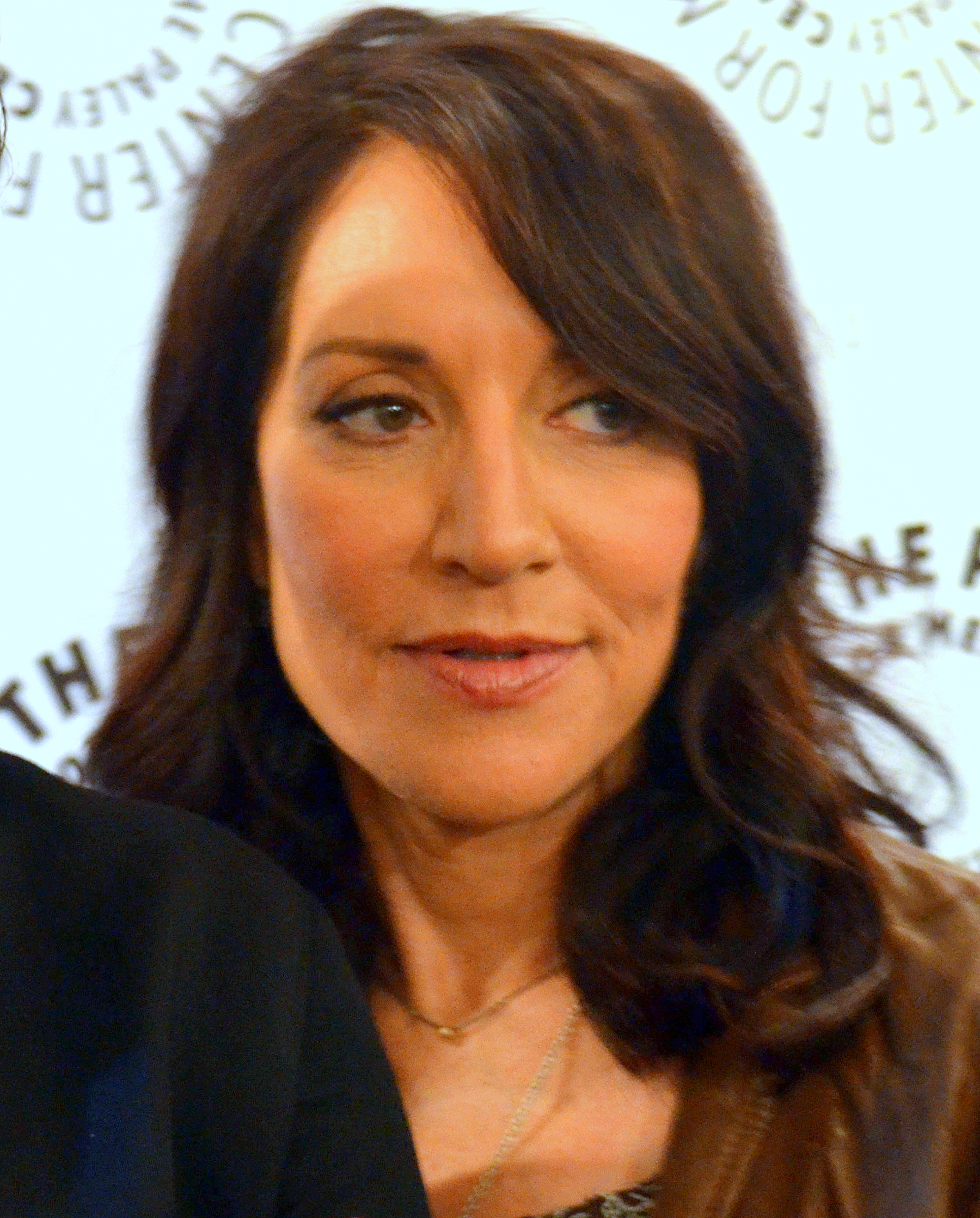
Katey Sagal (* 1954)

- Sagal, Peter (* 1965), US-amerikanischer Autor, Drehbuchautor und Radiomoderator
- Sagalés, Juan (* 1959), spanischer Handballspieler
- Sagalewitsch, Anatoli Michailowitsch (* 1938), russischer U-Boot-Konstrukteur und Meeresforscher
- Sagall, Jonathan (* 1959), israelischer Schauspieler und Filmemacher
- Sagall, Ruth (1929–2021), israelische Schauspielerin
- Sagalowitz, Benjamin (1901–1970), Schweizer Journalist
- Sagalowitz, Wladimir (1898–1969), Schweizer Maler und Graphiker
- Sagalujew, Bator Alexandrowitsch (* 1991), russischer Boxer
- Sagan, Adam (* 1979), deutscher Rechtswissenschaftler
- Sagan, Carl (1934–1996), US-amerikanischer AstronomCarl Sagan (1934–1996)

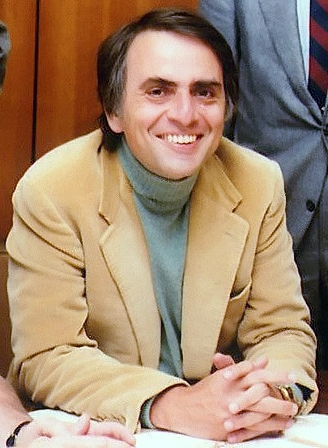
Carl Sagan (1934–1996)

- Sagan, Françoise (1935–2004), französische Schriftstellerin
- Sagan, Ginetta (1925–2000), italienisch-amerikanische Menschenrechtsaktivistin
- Sagan, Juraj (* 1988), slowakischer Radrennfahrer
- Sagan, Leontine (1889–1974), Schauspielerin und Regisseurin in Berlin, Frankfurt am Main, London und Südafrika
- Sagan, Nick (* 1970), US-amerikanischer Schriftsteller und Drehbuchautor
- Sagan, Peter (* 1990), slowakischer Radrennfahrer
- Saganowski, Marek (* 1978), polnischer Fußballspieler
- Sagar, Bischof von Laodikeia am Lykos, Märtyrer, Heiliger
- Sagar, Maria Anna (1727–1805), österreichische Schriftstellerin
- Sagar, Ramanand (1917–2005), indischer Filmregisseur, Filmproduzent und Drehbuchautor
- Sagar, Vidya (* 1992), indischer Sprinter
- Sagara, Chian (1836–1906), japanischer Arzt und Bürokrat, der zu Beginn der Meiji-Zeit das Medizinalwesen Japans nach deutschem Vorbild reformierte
- Sagara, Haruko (* 1968), japanische Sängerin und Schauspielerin
- Sagara, Morio (1895–1989), japanischer Germanist
- Sagara, Ryūnosuke (* 2002), japanischer Fußballspieler
- Sagara, Tōru (* 1976), japanischer Fußballschiedsrichterassistent
- Sagaradse, Guliko (* 1939), sowjetischer Ringer
- Šagarakti-šuriaš, König von Babylonien
- Sagardía (* 1978), deutsch-chilenischer Komponist
- Sagardia, Clarisa (* 1989), argentinische Volleyballspielerin
- Sagardoy, Antonio (* 1945), spanischer römisch-katholischer Geistlicher, Autor und Exerzitienbegleiter
- Sagardoy, Eneko (* 1994), spanischer SchauspielerEneko Sagardoy (* 1994)

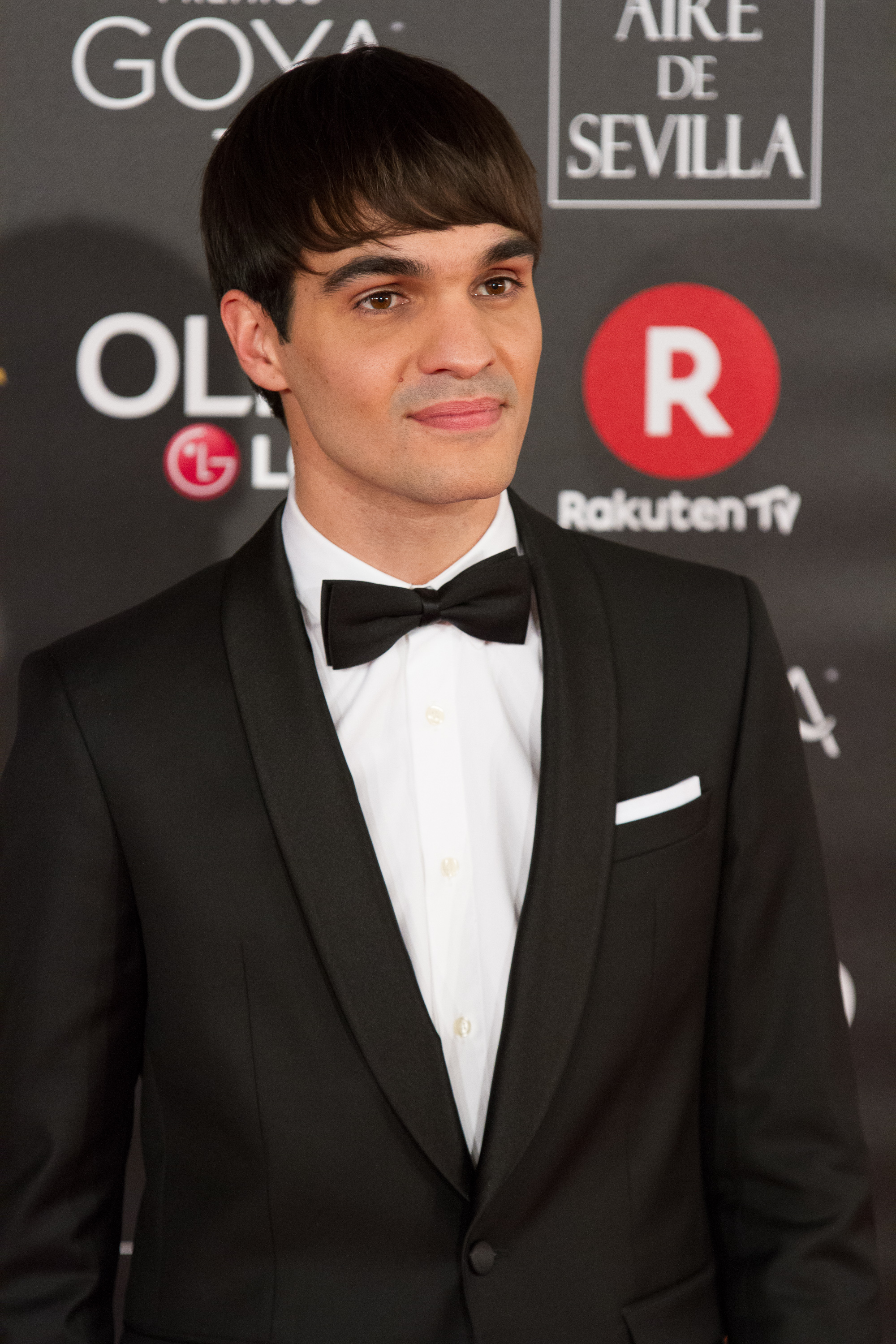
Eneko Sagardoy (* 1994)

- Sagarduy, Juan José (1941–2010), spanischer Radrennfahrer
- Sagarin, Edward (1913–1986), US-amerikanischer Soziologe und Autor
- Sagarra, Alcides (* 1936), kubanischer Boxtrainer
- Sagarra, Eda (* 1933), irische Germanistin
- Sagarra, Josep Maria de (1894–1961), katalanischer Dichter, Romancier, Dramaturg, Journalist, Übersetzer und Schriftsteller
- Sagartz, Christian (* 1981), österreichischer Politiker (ÖVP), Landtagsabgeordneter
- Sagasti, Francisco (* 1944), peruanischer Politiker und Ingenieur; Staatspräsident
- Sagasti, Sebastián (* 2000), uruguayischer Handball- und Beachhandballspieler
- Sagastume Lemus, Bernabé de Jesús (* 1961), honduranischer Ordensgeistlicher, römisch-katholischer Bischof von San Marcos
- Sagastume, Lou (* 1944), guatemaltekisch-US-amerikanischer Fußballspieler und -trainer
- Sağat, Ahmet (* 1996), deutsch-türkischer Fußballspieler
- Sagat, François (* 1979), französisches Model und PornodarstellerFrançois Sagat (* 1979)

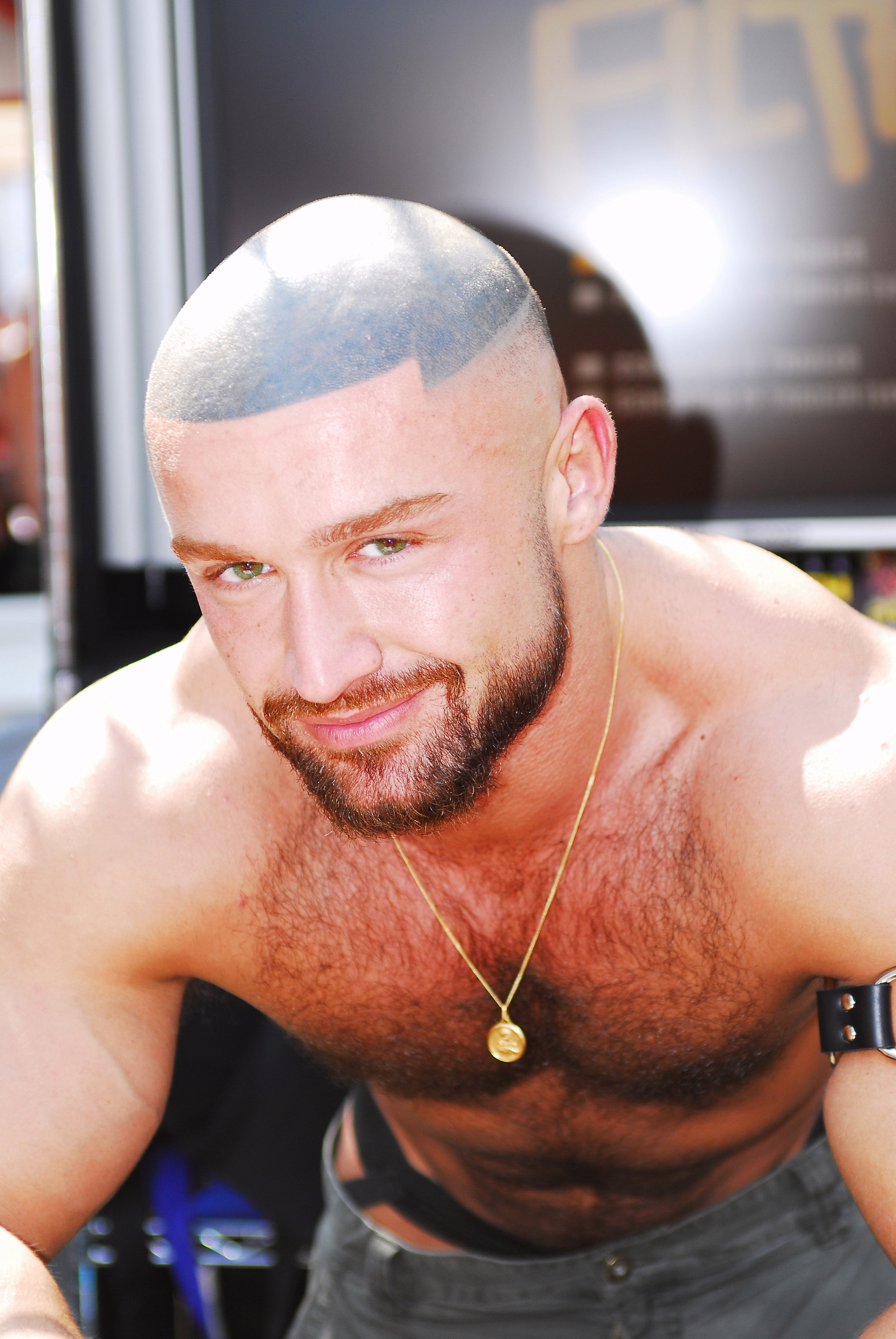
François Sagat (* 1979)

- Sağat, Serhat (* 1983), türkischer Fußballspieler
- Sagatys, Gediminas (* 1977), litauischer Richter
- Sagave, Pierre-Paul (1913–2006), deutsch-französischer Germanist
- Sagawa, Issei (1949–2022), japanischer Mörder und Schriftsteller
- Sagawa, Kosuke (* 2000), japanischer Fußballspieler
- Sagawa, Masato (* 1943), japanischer Physiker
- Sagawa, Ryōsuke (* 1993), japanischer Fußballspieler
- Sagawe, Robert (1876–1943), deutscher Politiker (Zentrum)
- Sagay, Esat (1874–1938), türkischer Offizier und Politiker
- Sagaz Zubelzu, Ángel (1913–1974), spanischer Diplomat
- Sagazan, Zaho de (* 1999), französische Chanson-Sängerin und LiedtexterinZaho de Sagazan (* 1999)

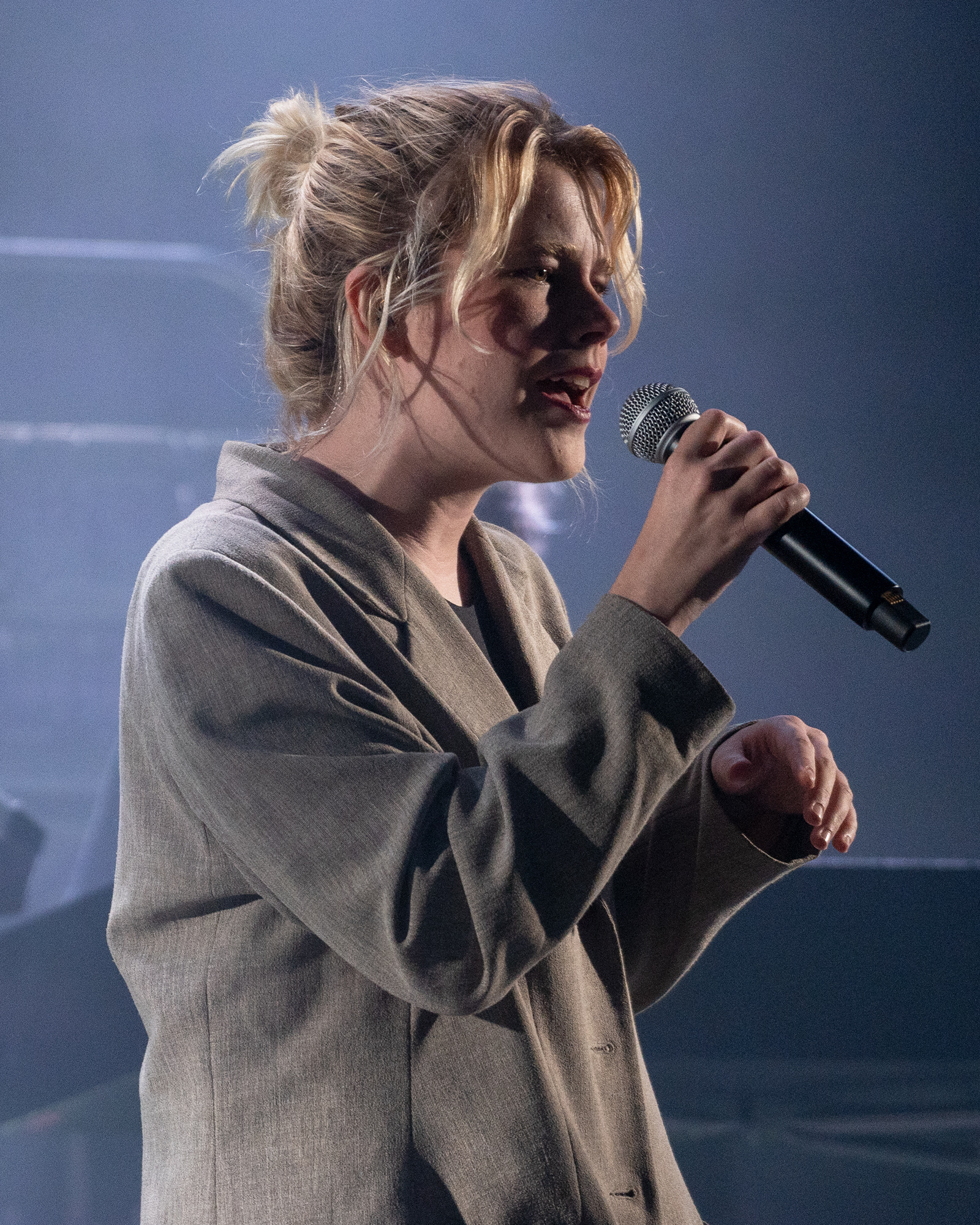
Zaho de Sagazan (* 1999)

### Sagb
- Sagbakken, Kjell Erik (* 1970), norwegischer Skispringer
- Sagbini, Reinaldo (* 1972), kolumbianischer Filmemacher
- Sagbo, Adolphe (* 1953), nigrischer Unternehmer und Politiker
- Sagbo, Yannick (* 1988), ivorisch-französischer Fußballspieler

### Sagd
- Sagdejew, Renad Sinnurowitsch (* 1941), sowjetisch-tatarischer Chemiker
- Sagdejew, Roald Sinnurowitsch (* 1932), russischer Physiker

### Sage
- Sage the Gemini (* 1992), US-amerikanischer Rapper
- Sage, Angie (* 1952), britische Autorin
- Sage, Anna (1889–1947), rumänische Prostituierte und Bordellmanagerin
- Sage, Balthazar Georges (1740–1824), französischer Mineraloge und Chemiker
- Sage, Bill (* 1962), US-amerikanischer Schauspieler
- Sage, DeWitt (1942–2023), US-amerikanischer Filmproduzent, Drehbuchautor und Filmregisseur
- Sage, Ebenezer (1755–1834), US-amerikanischer Arzt und Politiker
- Sage, Eugenie (* 1958), neuseeländische Juristin, Journalistin, Umweltaktivistin und Politikerin der Green Party of Aotearoa New Zealand
- Sage, Georges-Louis Le (1724–1803), Genfer Physiker und Lehrer der Mathematik
- Sage, Halston (* 1993), US-amerikanische Schauspielerin und Sängerin
- Sage, Hayley (* 1986), britische Wasserspringerin
- Sage, Kay (1898–1963), US-amerikanische Malerin
- Sage, Konrad (1911–1989), deutscher Architekt und Hochschuldirektor
- Sage, Olivia (1828–1918), US-amerikanische Philanthropin
- Sage, Russell (1816–1906), US-amerikanischer Unternehmer und Politiker
- Sage, Sinn (* 1983), US-amerikanische Pornodarstellerin
- Sage, Walter (1930–2017), deutscher Mittelalterarchäologe
- Sagebiel, Ernst (1892–1970), deutscher Architekt und Hochschullehrer
- Sagebiel, Wilhelm (1855–1940), deutscher Bildhauer
- Sägebrecht, Marianne (* 1945), deutsche Schauspielerin und KabarettistinMarianne Sägebrecht (* 1945)

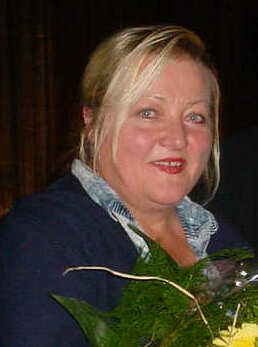
Marianne Sägebrecht (* 1945)

- Sägebrecht, Willy (1904–1981), deutscher Politiker (KPD, SED)
- Sageder, Alfred (1933–2017), österreichischer Ruderer
- Sageder, Philipp (* 1979), österreichischer Jazzmusiker (Gesang, Komposition)
- Sageder, Sebastian (* 1980), österreichischer Ruderer
- Sageder, Thomas (* 1983), österreichischer FußballtrainerThomas Sageder (* 1983)

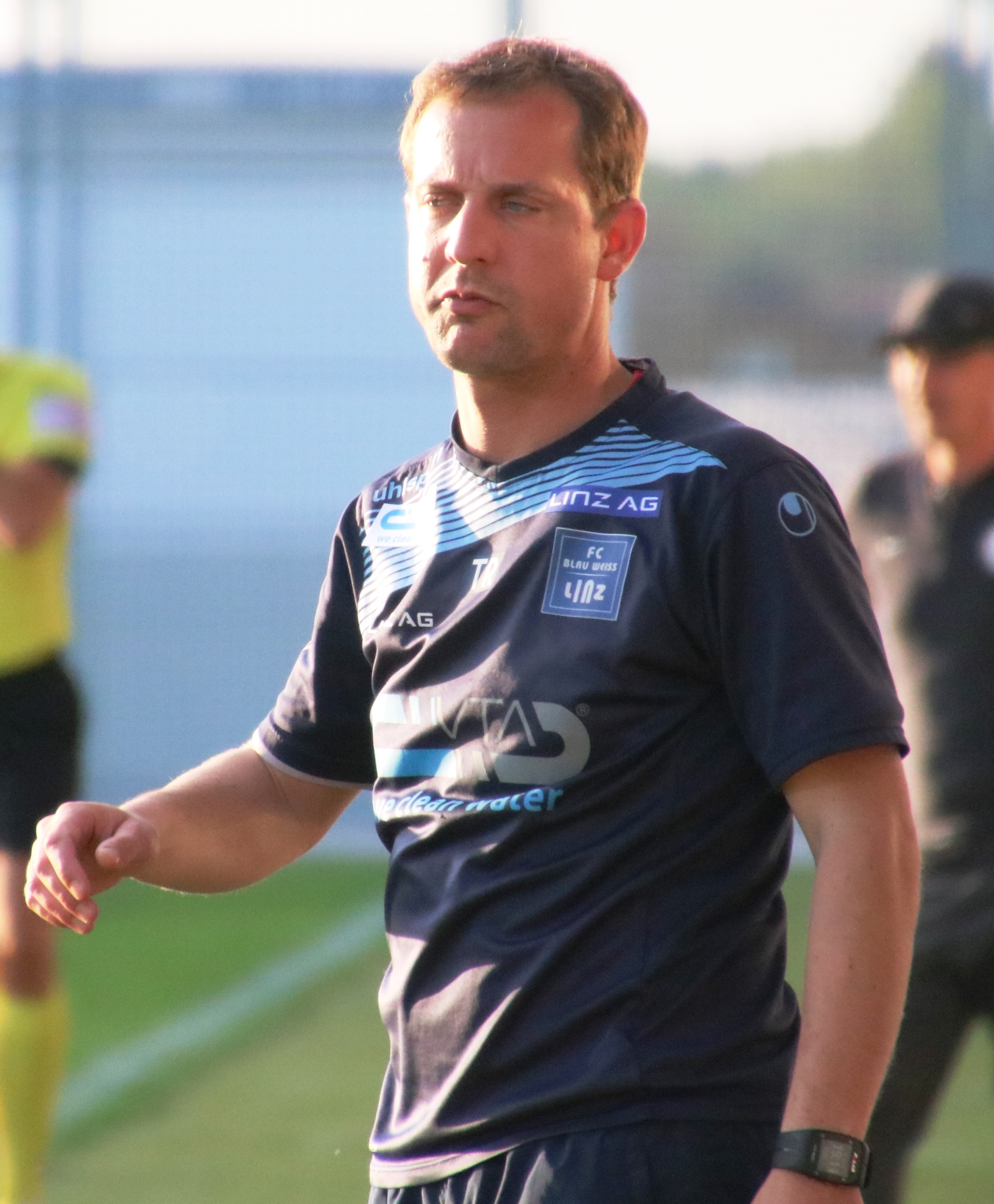
Thomas Sageder (* 1983)

- Sagel, Rüdiger (* 1955), deutscher Politiker (Bündnis 90/Die Grünen, Die Linke), MdL
- Sagel, Thomas (* 1963), deutscher Fußballspieler
- Sägelken, Diedrich (1816–1891), deutscher Pädagoge und Parlamentarier
- Sagemiller, Melissa (* 1974), US-amerikanische Schauspielerin
- Sagemüller, Gerhard (* 1958), deutscher Musiker
- Sagemüller, Wilhelm (1880–1962), Bürgermeister der Stadt Meppen (1948–1956), NS-Täter
- Sagen, Anette (* 1985), norwegische Skispringerin
- Sagen, Rolf (1940–2017), norwegischer Schriftsteller
- Sagen, Tryggve (1891–1952), norwegischer Reeder, Kunstsammler und Mäzen
- Säger, Albert (1866–1924), deutscher Kunst- und Dekorationsmaler
- Sager, Charlotte (1797–1872), deutsche Bildhauerin
- Sager, Daniel (* 1979), deutscher Fußballspieler
- Sager, Daniel Andreas (* 1985), deutscher Dokumentarfilmer und Journalist
- Sager, Dirk (1940–2014), deutscher Journalist
- Sager, Günther (1923–1991), deutscher Ozeanograph
- Sager, Hans Rudolf († 1623), Schultheiss von Bern
- Sager, Jürgen (1777–1854), deutscher Schiffbaumeister
- Sager, Karl-Heinz (1931–2011), deutscher Manager von Reedereien in Bremen und Hamburg
- Sager, Krista (* 1953), deutsche Politikerin (Bündnis 90/Die Grünen), MdHB, MdBKrista Sager (* 1953)

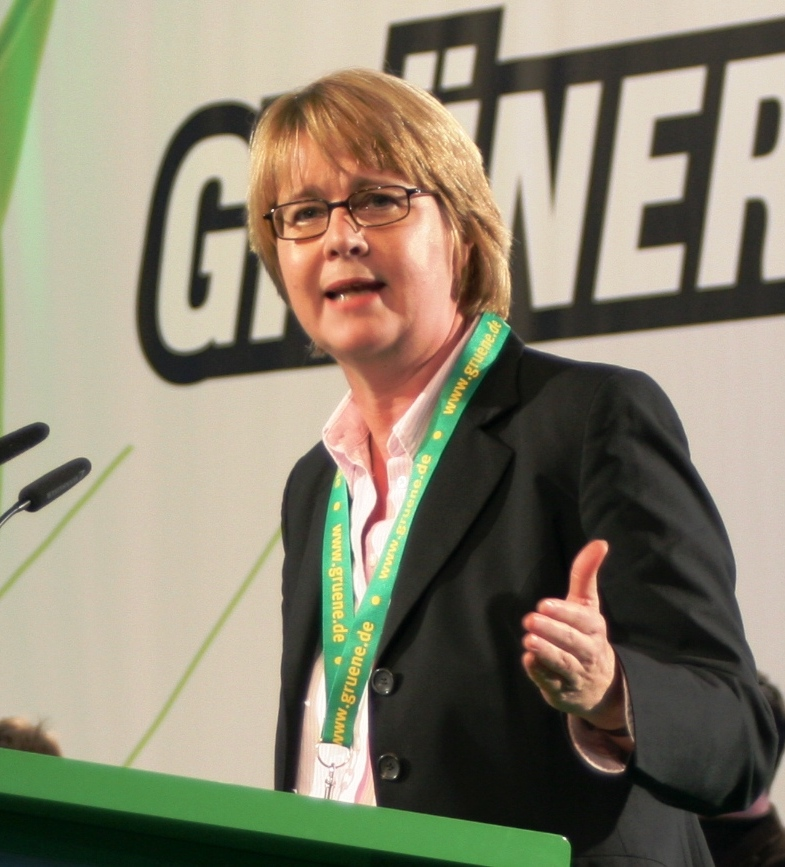
Krista Sager (* 1953)

- Sager, Ludwig (1886–1970), deutscher Lehrer und Dichter
- Säger, Luisa (* 1999), deutsche Tischtennisspielerin
- Sager, Manuel (* 1955), Schweizer Diplomat
- Sager, Nico (* 2004), österreichischer Handballspieler
- Sager, Otto (1870–1937), deutscher Maler, Lithograph und Radierer
- Sager, Peter (1809–1869), deutscher Schiffbaumeister
- Sager, Peter (1925–2006), Schweizer Politikwissenschaftler und Politiker
- Sager, Peter (* 1945), deutscher Journalist
- Sager, Reinhard (* 1959), deutscher Politiker (CDU), MdL
- Sager, Riley (* 1974), amerikanischer Schriftsteller
- Sager, Ruth (1918–1997), US-amerikanische Genetikerin und Hochschullehrerin
- Sager, Sebastian (* 1975), deutscher Mathematiker
- Sager, Sophie (1825–1901), schwedisch-amerikanische Frauenrechtlerin und Autorin
- Sager, Svend Frederik (* 1948), deutscher Germanist
- Sager, Tomas, deutscher Rechtsextremismusexperte und antifaschistischer Publizist
- Sager-Nelson, Olof (1868–1896), schwedischer Maler
- Sagerer, Alexeij (* 1944), deutscher Theaterregisseur, Autor, Schauspieler und Medienkünstler
- Sagerer, Gerhard (* 1956), deutscher Informatiker, Rektor der Universität Bielefeld
- Sagerer, Sarah (* 1996), österreichische Basketballspielerin
- Sagert, Gerhard (* 1911), deutscher Puppenspieler und Schriftsteller
- Sagert, Hermann (1822–1889), deutscher Kupferstecher und Kunsthändler
- Sagert, Horst (1934–2014), deutscher Regisseur, Bühnen- und Kostümbildner
- Sagert, Kalvin (* 1987), kanadisch-ungarischer Eishockeyspieler
- Sägesser, Anaïs (* 1978), Schweizer Unternehmerin
- Sägesser, Paul (* 1956), Schweizer Künstler
- Saget, Bob (1956–2022), US-amerikanischer Schauspieler, Filmregisseur, Drehbuchautor, Filmproduzent, Stand-Up Comedian und ModeratorBob Saget (1956–2022)

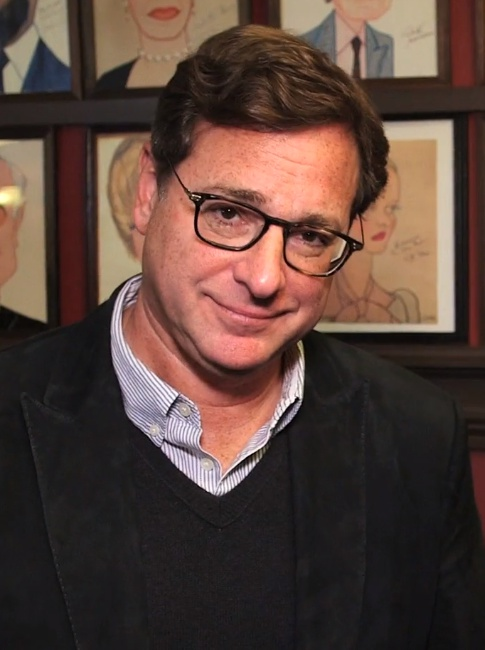
Bob Saget (1956–2022)

- Saget, Jean Robert (* 1944), haitianischer Diplomat
- Saget, Nissage (1810–1880), haitianischer Politiker und Präsident von Haiti
- Saget, Peter (1859–1933), deutscher Journalist und Schriftsteller
- Sagewka, Ernst (1883–1959), deutscher Maler und Grafiker des Expressionismus

### Sagg
- Saggau, Patrick (* 1983), deutscher Eishockeyspieler
- Saggau, Philip (* 2002), deutscher Handballspieler
- Saggau, Thorben (* 1987), deutscher Eishockeyspieler
- Saggel, Bodo (1939–2003), deutscher Linksautonomer
- Saggi, Rohit (* 1992), norwegischer Fußballschiedsrichter
- Saggio, Antonio (1934–2010), italienischer Jurist
- Saggiorato, Mirco (* 1988), Schweizer Radrennfahrer
- Saggs, Henry William Frederick (1920–2005), britischer Assyriologe

### Sagh
- Saghadijew, Jerlan (* 1966), kasachischer Ökonom und Politiker
- Saghandyqowa, Aruschan (* 2004), kasachische Tennisspielerin
- Saghānī, Al-Hasan ibn Muhammad as- (1181–1252), Hadith-Gelehrter und arabischer Lexikograph der hanafitischen Lehrrichtung
- Saghar, Abdolghaffar (* 1974), iranischer Sprinter
- Sagharichi-Raha, Amir (* 1979), iranischer Dichter und Autor
- Sagheddu, Maria Gabriella (1914–1939), italienische Ordensgeistliche (Trappistin) und katholische Selige
- Saghin, Ştefan (1860–1920), rumänischer orthodoxer Priester und Hochschullehrer
- Saghiri, Hamza (* 1997), deutscher Fußballspieler
- Sághy, Marianne (1961–2018), ungarische Mittelalter- und Spätantikehistorikerin
- Saghymbajew, Jerlan (* 1970), kasachischer Eishockeyspieler und -trainer
- Saghyndyqow, Jeleussin (* 1947), kasachischer Politiker
- Saghyndyqow, Qanybek (* 1983), kirgisischer Billardspieler
- Saghyntajew, Baqytschan (* 1963), kasachischer Politiker
- Saghyrbajuly, Qurmanghasy (1823–1896), kasachischer Komponist

### Sagi
- Sagi Liñán, Emilio (1900–1951), spanischer Fußballspieler
- Sagidullin, Albert Maratowitsch (* 1989), russisch-rumänischer Eishockeyspieler
- Sagidullina, Adelina Rustemowna (* 1993), russische Florettfechterin
- Sagild, Avi (1933–1995), US-amerikanisch-dänische Schauspielerin
- Sagili, Prakash (* 1957), indischer römisch-katholischer Geistlicher, Bischof von Khammam
- Sağınoğlu, Fehmi (1937–2016), türkischer Fußballspieler und -trainer
- Sağır, Celil (* 1974), türkischer Fußballspieler
- Sağır, Taner (* 1985), türkischer Gewichtheber
- Sağıroğlu, Demet (* 1966), türkische Popmusikerin
- Sağiroğlu, Meltem (* 1989), deutsche Politikerin (BIW, Bündnis Deutschland, parteilos), MdBB
- Sagisawa, Megumu (1968–2004), japanische Schriftstellerin
- Sagitowa, Alina Ilnasowna (* 2002), russische EiskunstläuferinAlina Ilnasowna Sagitowa (* 2002)

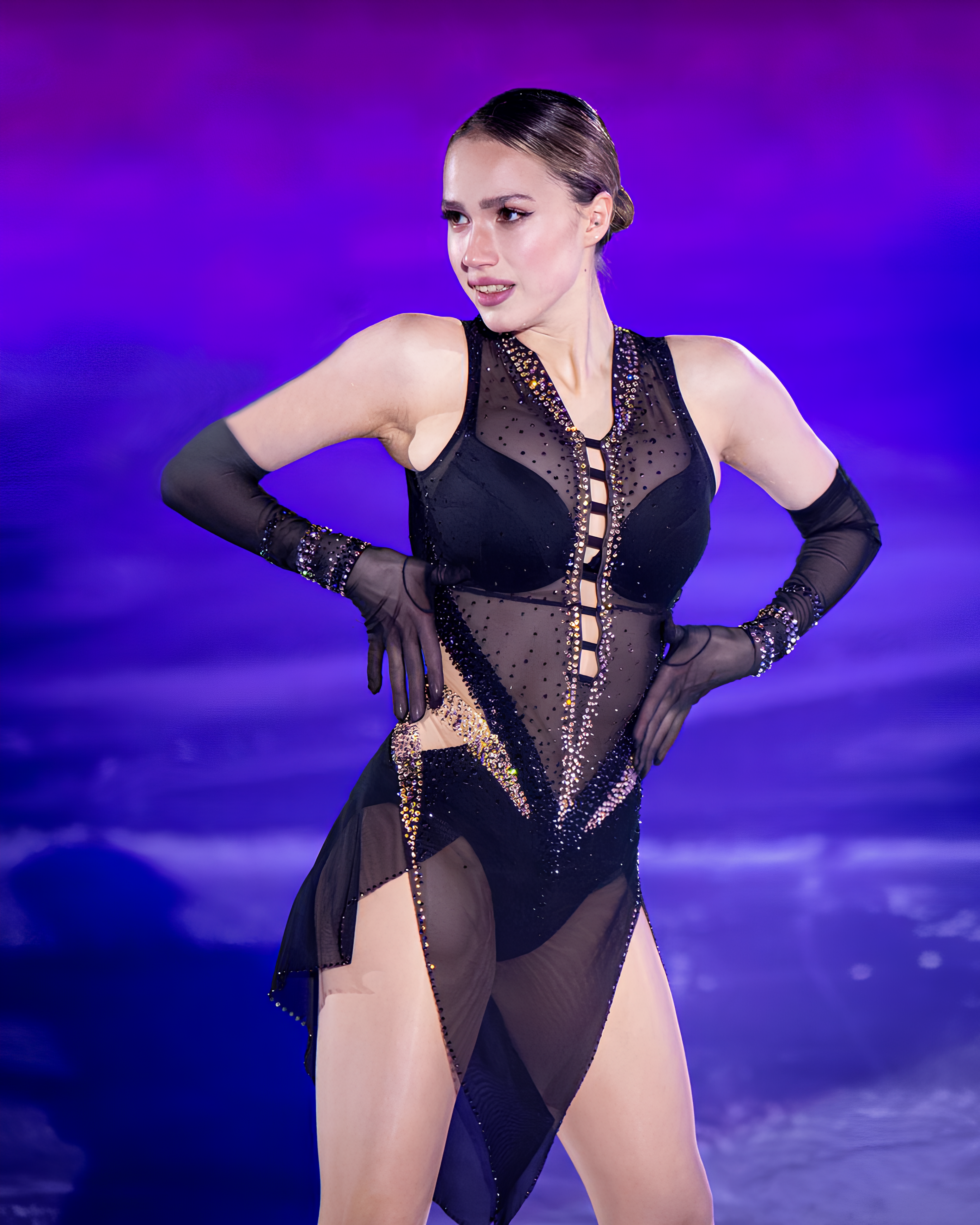
Alina Ilnasowna Sagitowa (* 2002)

- Sagittarius, Caspar (1597–1667), deutscher Naturforscher, Pädagoge und evangelischer Theologe
- Sagittarius, Caspar (1643–1694), deutscher Historiker und Hochschullehrer
- Sagittarius, Gerhard (1540–1612), deutscher evangelisch-lutherischer Pastor und (General-)Superintendent
- Sagittarius, Johann (1531–1584), deutscher lutherischer Theologe
- Sagittarius, Johann Christfried (1617–1689), deutscher Kirchenhistoriker und lutherischer Theologe
- Sagittarius, Paul Martin (1645–1694), deutscher lutherischer Geistlicher, Theologe und Pädagoge
- Sagittarius, Thomas (1577–1621), deutscher Philologe, philosophischer Logiker und Pädagoge
- Sagiv, Guy (* 1994), israelischer Radrennfahrer

### Sagl
- Sagladin, Wadim Walentinowitsch (1927–2006), sowjetischer Berater von Michail Gorbatschow
- Sağlam, Adem (* 1985), türkischer Fußballspieler
- Sağlam, Ahmet (* 1987), deutsch-türkischer Fußballspieler
- Sağlam, Ertuğrul (* 1969), türkischer Fußballspieler und -trainer
- Saglam, Ferhat (* 2001), liechtensteinischer Fußballspieler
- Sağlam, Görkem (* 1998), deutsch-türkischer Fußballspieler
- Sağlam, İshak (* 1966), türkischer Politiker und Anwalt
- Sağlam, Mert (* 1993), türkischer Fußballspieler
- Sağlam, Murat (* 1998), türkischer Fußballspieler
- Sağlam, Nurullah (* 1966), türkischer Fußballspieler und -trainer
- Sağlam, Ömer (* 1960), türkischer Fußballspieler
- Sağlam, Onur (* 1993), deutsch-türkischer Futsal- und Fußballspieler
- Sağlam, Rıdvan (* 1988), türkischer Fußballspieler
- Sağlam, Tevfik (1882–1963), türkischer General
- Sağlam, Toprak (* 1985), türkische Schauspielerin
- Sağlamer, Gülsün (* 1945), türkische Architektin und emeritierte Professorin
- Sağlanmak, Özlem (* 1980), dänische Film-, Fernseh- und Theaterschauspielerin
- Saglier, Victor (1809–1894), französischer Goldschmied und Porzellanhändler
- Saglietti, Francesca (* 1957), Informatikerin
- Saglietto, Paolo (1924–1973), italienischer Dokumentarfilmregisseur
- Sağlık, Mahir (* 1983), türkischer FußballspielerMahir Sağlık (* 1983)

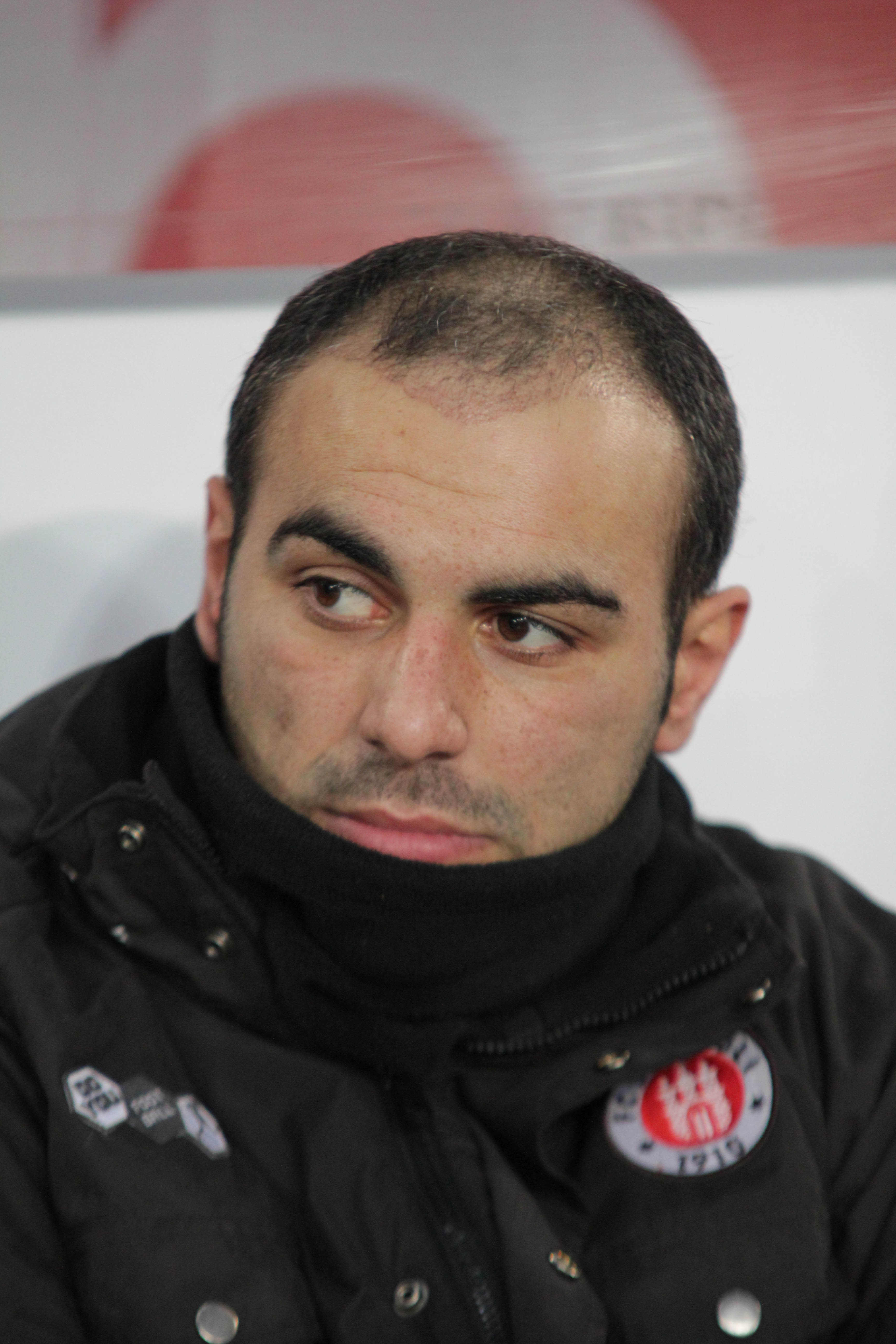
Mahir Sağlık (* 1983)

- Saglimbeni, Mikael (* 1940), äthiopischer Radrennfahrer
- Saglio, Camille (1804–1889), französischer Landschaftsmaler und Illustrator der Düsseldorfer Schule
- Saglio, Edmond (1828–1911), französischer Kunsthistoriker, Klassischer Archäologe und Museumsleiter
- Saglio, Gabriel, französischer Musiker, Sänger, Klarinettist und Komponist aus Nantes
- Saglio, Matthieu (* 1977), französischer Jazz- und Weltmusiker (Cello)

### Sagm
- Sagmeister, Franz (* 1974), deutscher Bobsportler
- Sagmeister, Michael (* 1959), deutscher Jazzmusiker
- Sagmeister, Otto (1906–1985), österreichischer Manager und Politiker (SPÖ)
- Sagmeister, Stefan (* 1962), österreichischer Grafikdesigner und TypografStefan Sagmeister (* 1962)

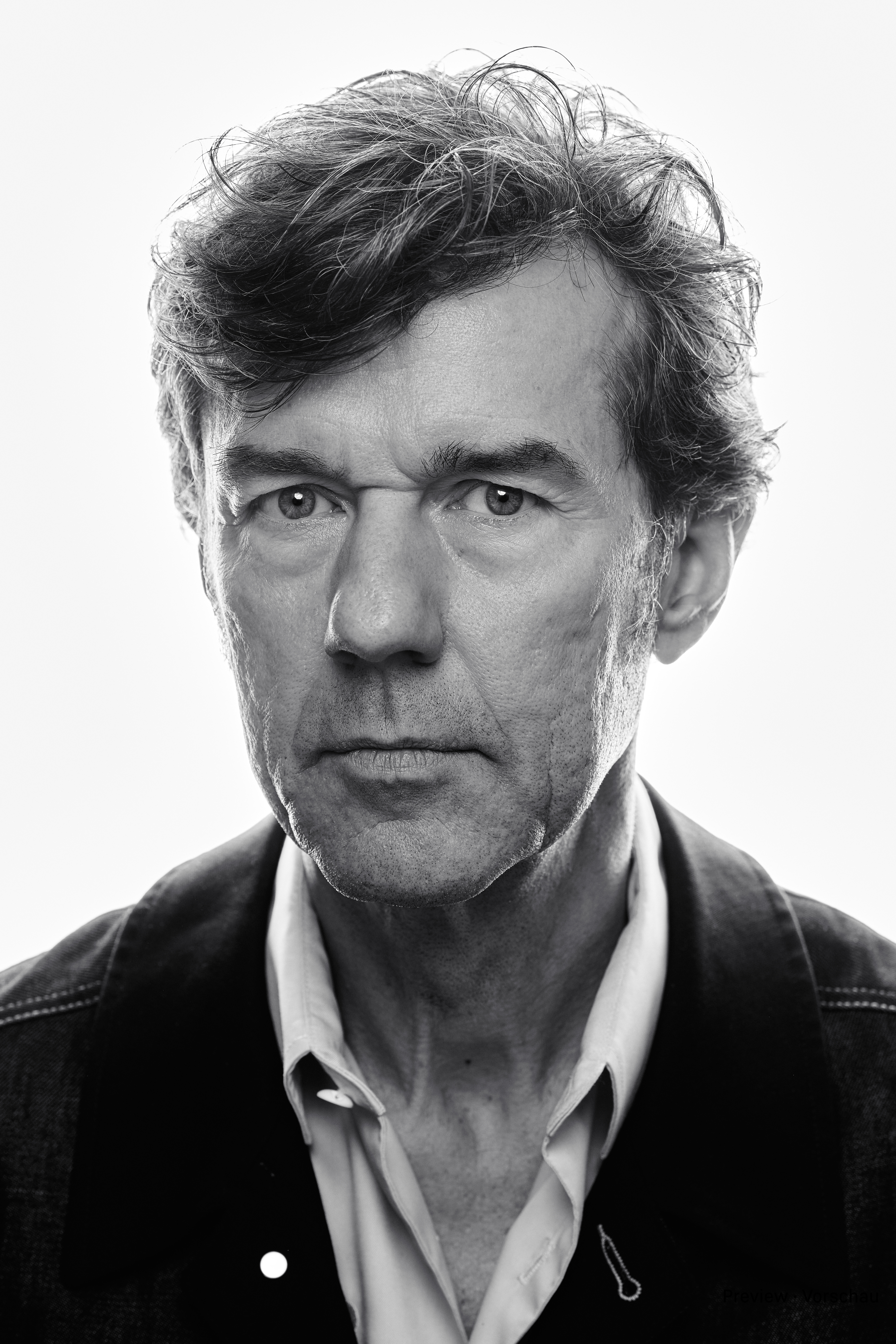
Stefan Sagmeister (* 1962)

- Sagmo, Ivar (1941–2024), norwegischer Literaturwissenschaftler
- Sägmüller, Johannes Baptist (1860–1942), deutscher Geistlicher und Kirchenrechtler

### Sagn
- Sagna, Augustin (1920–2012), senegalesischer Geistlicher, römisch-katholischer Bischof von Ziguinchor
- Sagna, Bacary (* 1983), französischer Fußballspieler
- Sagna, Christian (* 1982), senegalesischer Fußballspieler
- Sagna, Famara Ibrahima (* 1938), senegalesischer Politiker
- Sagna, Pierre (1932–2008), senegalesischer Geistlicher, römisch-katholischer Bischof von Saint-Louis du Sénégal
- Sagna, Robert (* 1939), senegalesischer Politiker
- Sagna, Soukeïna (* 1998), französisch-senegalesische Handballspielerin
- Sagnac, Georges (1869–1926), französischer Physiker
- Sagnan, Modibo (* 1999), malisch-französischer Fußballspieler
- Sagner, Benedikt (1892–1945), deutscher römisch-katholischer Geistlicher und Märtyrer
- Sagner, Fred (1919–2009), deutscher Politiker (CDU)
- Sagner, Heinz (1933–2006), deutscher Schlagersänger und Apotheker
- Sagner, Karin (* 1955), deutsche Kunsthistorikerin und Autorin
- Sagner, Kaspar (1721–1781), deutsch-böhmischer Jesuit, Theologe, Philosoph und Mathematiker sowie Dekan der Theologischen Fakultät der Karls-Universität Prag
- Sagner, Lothar (1916–1984), deutscher Politiker (CDU), MdBB
- Sagner, Otto (1920–2011), deutscher Buchhändler und Verleger
- Sagnia, Khaddi (* 1994), schwedische Weit- und Dreispringerin
- Sagnier, Enric (1858–1931), spanischer Architekt und Vertreter des katalanischen Jugendstils (Modernisme)
- Sagnier, Ludivine (* 1979), französische SchauspielerinLudivine Sagnier (* 1979)

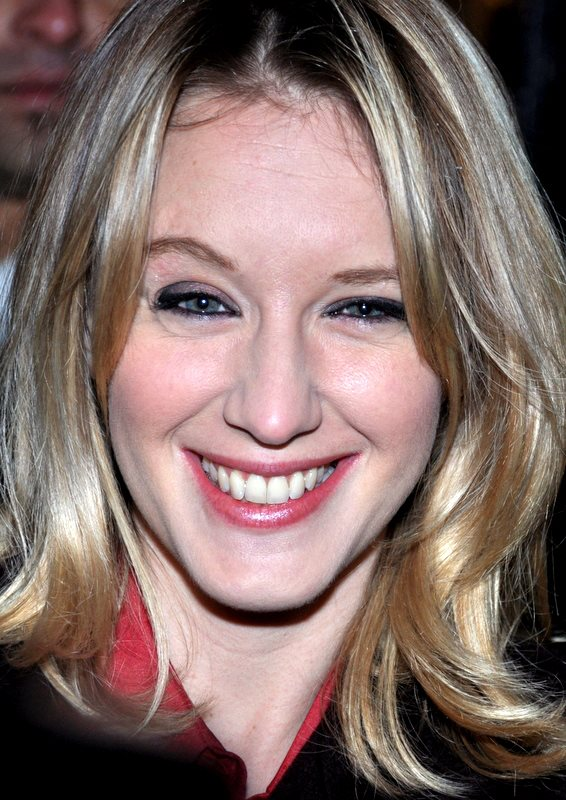
Ludivine Sagnier (* 1979)

- Sagno, Thérèse (* 1976), guineische Fußballschiedsrichterin
- Sagnol, Léon (1891–1991), französischer Politiker, Mitglied der Nationalversammlung
- Sagnol, Willy (* 1977), französischer Fußballspieler und -trainer
- Sagnotti, Sergio (1927–1980), italienischer Stuntman und Waffenmeister

### Sago
- Sago, Natalie (* 1989), US-amerikanische Basketballschiedsrichterin
- Sagolla, Maria (* 1992), deutsche Fernsehmoderatorin und Videoproduzentin
- Sagon, François († 1544), französischer Dichter
- Sagonas, Sophia (1981–2021), deutsche Leichtathletin
- Sagoo, Karan, britischer Schauspieler und Model
- Sagor Maas, Frederica (1900–2012), US-amerikanische Drehbuchautorin
- Šagor, Kristo (* 1976), deutscher Theaterautor und Regisseur
- Sagør, Odd (1918–1993), norwegischer Politiker
- Sagorny, Alexei Sergejewitsch (* 1978), russischer Hammerwerfer
- Sagorodnew, Oleg Jewgenjewitsch (* 1959), sowjetischer Hockeyspieler
- Sagoroff, Slawtscho (1898–1970), bulgarischer Statistiker
- Sagorowski, Wladimir Pawlowitsch (1925–1994), sowjetischer Historiker und Schachspieler
- Sagorski, Natascha (* 1984), deutsche Kolumnistin und Autorin
- Sagortschewa, Ginka (* 1958), bulgarische Hürdenläuferin
- Sagortschinow, Stojan (1889–1969), bulgarischer Schriftsteller
- Sagoruiko, Anastassija Gennadijewna (* 1988), russische Biathletin
- Sagosen, Sander (* 1995), norwegischer HandballspielerSander Sagosen (* 1995)

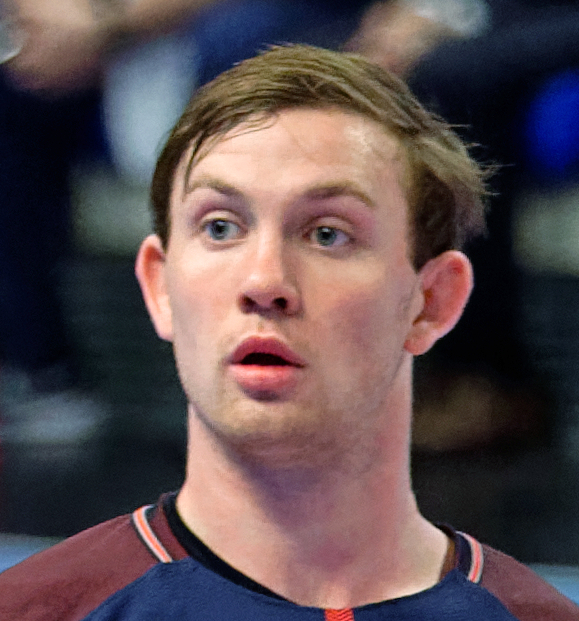
Sander Sagosen (* 1995)

- Sagoskin, Lawrenti Alexejewitsch (1808–1890), Leutnant der kaiserlich russischen Marine und Forschungsreisender in Alaska
- Sagoskin, Michail Nikolajewitsch (1789–1852), russischer Romanschriftsteller, Lustspieldichter, Dramaturg, Theater- und Museumsdirektor
- Sagot, Clovis (1854–1913), französischer Kunsthändler
- Sagot, Jules (* 1989), französischer Film- und Theaterschauspieler
- Ságová, Barbora (* 1988), slowakische Ruderin
- Sagøy, Helle Sofie (* 1998), norwegische Badmintonspielerin

### Sagr
- Sagra, Ramón de la (1798–1871), spanischer Soziologe, Ökonom, Botaniker und Anarchist
- Sagrajewski, Sergei Wolfgangowitsch (1964–2020), russisch-jüdischer Architekturhistoriker und Autor
- Sagran, Arif Abdullah (* 1971), osttimoresischer Jurist
- Sagrebelny, Sergei (* 1965), usbekischer Schachspieler
- Sagredo, Boris (* 1989), chilenischer Fußballspieler
- Sagredo, Giovanni Francesco (1571–1620), venezianischer Mathematiker und Ratsherr
- Sagredo, Mercedes (1911–1998), dominikanische Komponistin
- Sagredo, Niccolò (1606–1676), Doge von Venedig (1675 bis 1676)
- Sagrera, Guillem (1380–1456), spanischer Bildhauer und Architekt
- Sagreras, Julio Salvador (1879–1942), argentinischer Gitarrist und Komponist
- Sagrestani, Giovanni Camillo (1660–1731), italienischer Male
- Sagretdinow, Schachid (* 1958), sowjetischer Radrennfahrer
- Sagri, Georgia (* 1979), griechische Bildhauerin, Installations-, Performance- und Videokünstlerin
- Sagrjaschski, Andrei (* 1964), russischer Skispringer

### Sags
- Sags, Jerry (* 1964), US-amerikanischer Wrestler
- Sagsöz, Alpan (* 1973), deutscher Romanautor
- Sagstätter, Hermann (1811–1883), deutscher Maler
- Sagstetter, Benedikt (* 2000), deutscher Volleyball- und Beachvolleyballspieler
- Sagstetter, Fabian (* 1990), deutscher Faustball- und VolleyballspielerFabian Sagstetter (* 1990)

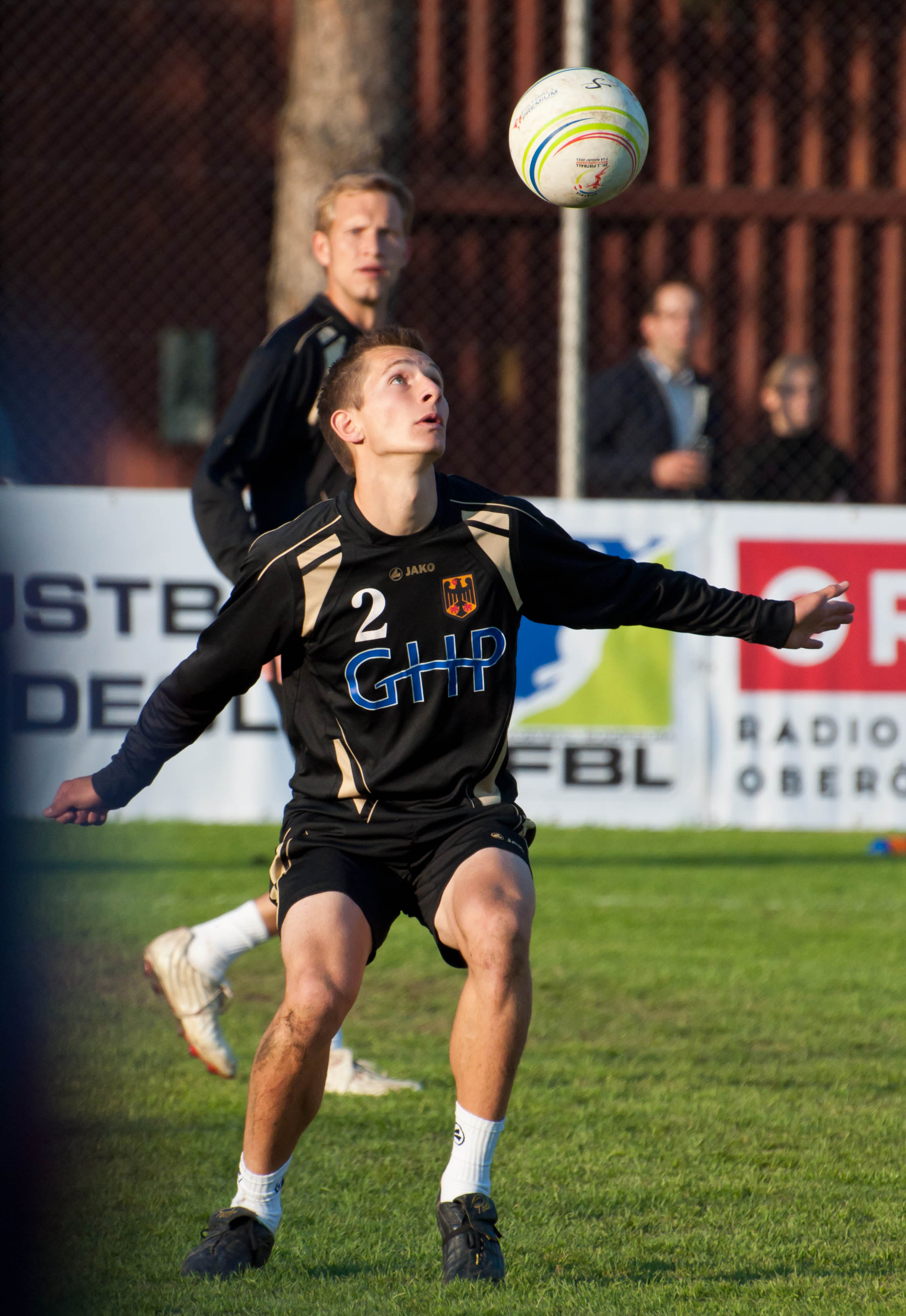
Fabian Sagstetter (* 1990)

- Sagstetter, Jonas (* 1999), deutscher Volleyball- und Beachvolleyballspieler
- Sagstetter, Urban († 1573), katholischer Bischof von Gurk und Administrator von Wien
- Sagström, Erik (* 1983), schwedischer Pokerspieler
- Sagstuen, Einar (* 1951), norwegischer Skilangläufer
- Sagstuen, Tonje (* 1971), norwegische Handballspielerin

### Sagu
- Saguer, Louis (1907–1991), deutsch-französischer Komponist
- Saguirou, Badamassi (* 2000), nigrischer Hürdenläufer
- Saguirou, Malam (* 1979), nigrischer Filmregisseur und Filmproduzent
- Șaguna, Andrei (1809–1873), rumänischer orthodoxer Metropolit
- Sagundino, Niccolò († 1464), Venezianer griechischer Abstammung
- Sagurna, Marco (* 1961), deutscher Autor, Journalist, Literatur-Vermittler und Kommunikations-Fachmann
- Sagurna, Michael (* 1955), deutscher Politiker (CDU)
- Sagurski, Leonid Nikolajewitsch (1847–1912), russischer Rechtswissenschaftler und Hochschullehrer
- Sagurus Priscus, Gaius, römischer Offizier (Kaiserzeit)
- Sagus, antiker römischer Toreut

### Sagv
- Ságvári, Ágnes (1928–2000), ungarische Historikerin
- Sagvolden, Tore (* 1959), norwegischer Orientierungsläufer

### Sagy
- Sagy, Shifra (* 1945), israelische Psychologin
- Sagynbajew, Kanybek (* 1985), kirgisischer Billardspieler
- Sagyndykow, Kubanytschbek (* 1984), kirgisischer Billardspieler